# Ilha Bartolomé
A ilha Bartolomé (em castelhano:  Isla Bartolomé) é uma ilhota vulcânica desabitada que faz parte das ilhas Galápagos. Localiza-se próximo da costa leste da ilha de Santiago. É uma das ilhas "mais jovens" do arquipélago. Esta ilha, e também a baía Sulivan, na ilha de Santiago, foram nomeadas em homenagem ao naturalista e amigo de longa data de Charles Darwin, Sir Bartholomew James Sulivan, que foi um tenente a bordo do HMS Beagle. Tem uma área de 1,2 Km² e uma altitude máxima de 114 metros.